# 9-я Гонконгская кинопремия
9-я церемония Гонконгской кинопремии, на которой были отмечены лучшие фильмы 1989 года, состоялась 8 апреля 1990 года в Гонконгской академии исполнительских искусств, Гонконг. Во время церемонии вручались награды в 15 категориях.

## Статистика
| Фильм                                          | номинации | победы |
| ---------------------------------------------- | --------- | ------ |
| • Всё об А Лонге                               | 9         | 1      |
| • За закатом                                   | 8         | 3      |
| • Восемь лянов золотом                         | 8         | 1      |
| • Подозрительная история                       | 6         | 3      |
| • Наёмный убийца                               | 6         | 2      |
| • Чудеса                                       | 4         | 1      |
| • В первый и последний раз                     | 3         | 0      |
| • Моё сердце это та вечная роза                | 3         | 0      |
| • Ледяная комета                               | 3         | 0      |
| • Рикша                                        | 2         | 1      |
| • Светлое будущее 3: Любовь и смерть в Сайгоне | 2         | 0      |
| • Жизнь продолжается                           | 1         | 1      |
| • Прости меня                                  | 1         | 0      |
| • Бог игроков                                  | 1         | 0      |
| • Мистер Кокос                                 | 1         | 0      |
| • Сеть обмана                                  | 1         | 0      |
| • Приговорённые к повешению                    | 1         | 0      |
| • Звёзды и розы                                | 1         | 0      |
| • Фантазии деловых людей                       | 1         | 0      |
| • Песня холостяка                              | 1         | 0      |
| • Перерождение Золотого Лотоса                 | 1         | 0      |
| • Налётчики на казино                          | 1         | 0      |
| • Прости меня                                  | 1         | 0      |
| • Триады: Внутренние дела                      | 1         | 0      |
| • Чёрная стена                                 | 1         | 0      |

## Список номинантов и лауреатов
★ Победители выделены отдельным цветом. 
| Номинация                         | Лауреаты и номинанты                                                                                   | Лауреаты и номинанты                                                                    | Лауреаты и номинанты                                  |
| --------------------------------- | --- | --------------------------------------------------------------------------------------- | ----------------------------------------------------- |
| Лучший фильм                      | ★ «За закатом» режиссёр: Джэйкоб Чун                                                                   | ★ «За закатом» режиссёр: Джэйкоб Чун                                                    |                                                       |
| Лучший фильм                      | • «Восемь лянов золотом» режиссёр: Мэйбел Чун                                                          |                                                                                         |                                                       |
| Лучший фильм                      | • «Подозрительная история» режиссёр: Энтони Чань                                                       |                                                                                         |                                                       |
| Лучший фильм                      | • «Всё об А Лонге» режиссёр: Джонни То                                                                 |                                                                                         |                                                       |
| Лучший фильм                      | • «Наёмный убийца» режиссёр: Джон Ву                                                                   |                                                                                         |                                                       |
| Лучшая режиссёрская работа        | | ★ Джонни То за фильм «Наёмный убийца»                                                   | ★ Джонни То за фильм «Наёмный убийца»                 |
| Лучшая режиссёрская работа        | • Джонни То за фильм «Всё об А Лонге»                                                                  |                                                                                         |                                                       |
| Лучшая режиссёрская работа        | • Джэйкоб Чун за фильм «За закатом»                                                                    |                                                                                         |                                                       |
| Лучшая режиссёрская работа        | • Энтони Чань за фильм «Подозрительная история»                                                        |                                                                                         |                                                       |
| Лучшая режиссёрская работа        | • Мэйбел Чун за фильм «Восемь лянов золотом»                                                           |                                                                                         |                                                       |
| Лучшая женская роль               | | ★ Мэгги Чун за фильм «Подозрительная история»                                           | ★ Мэгги Чун за фильм «Подозрительная история»         |
| Лучшая женская роль               | • Кэрри Ын за фильм «В первый и последний раз»                                                         |                                                                                         |                                                       |
| Лучшая женская роль               | • Фун Поупоу за фильм «За закатом»                                                                     |                                                                                         |                                                       |
| Лучшая женская роль               | • Сильвия Чан за фильм «Восемь лянов золотом»                                                          |                                                                                         |                                                       |
| Лучшая женская роль               | • Сильвия Чан за фильм «Всё об А Лонге»                                                                |                                                                                         |                                                       |
| Лучшая женская роль               | • Карина Лау за фильм «Прости меня»                                                                    |                                                                                         |                                                       |
| Лучшая мужская роль               | | ★ Чоу Юньфат за фильм «Всё об А Лонге»                                                  | ★ Чоу Юньфат за фильм «Всё об А Лонге»                |
| Лучшая мужская роль               | • Джеки Чан за фильм «Чудеса»                                                                          |                                                                                         |                                                       |
| Лучшая мужская роль               | • Ричард Нг за фильм «За закатом»                                                                      |                                                                                         |                                                       |
| Лучшая мужская роль               | • Чоу Юньфат за фильм «Бог игроков»                                                                    |                                                                                         |                                                       |
| Лучшая мужская роль               | • Саммо Хун за фильм «Восемь лянов золотом»                                                            |                                                                                         |                                                       |
| Лучшая мужская роль               | • Майкл Хёй за фильм «Мистер Кокос»                                                                    |                                                                                         |                                                       |
| Лучшая женская роль второго плана | | ★ Сесилия Ип за фильм «За закатом»                                                      | ★ Сесилия Ип за фильм «За закатом»                    |
| Лучшая женская роль второго плана | • Сиу-Фанг Вонг за фильм «Сеть обмана»                                                                 |                                                                                         |                                                       |
| Лучшая женская роль второго плана | • Мэг Лам за фильм «В первый и последний раз»                                                          |                                                                                         |                                                       |
| Лучшая женская роль второго плана | • Сын Тин Нго за фильм «Приговорённые к повешению»                                                     |                                                                                         |                                                       |
| Лучшая женская роль второго плана | • Джозефина Ку за фильм «Подозрительная история»                                                       |                                                                                         |                                                       |
| Лучшая мужская роль второго плана | | ★ Тони Люн за фильм «Моё сердце это та вечная роза»                                     | ★ Тони Люн за фильм «Моё сердце это та вечная роза»   |
| Лучшая мужская роль второго плана | • Пол Чу Конг за фильм «Наёмный убийца»                                                                |                                                                                         |                                                       |
| Лучшая мужская роль второго плана | • Шинг Фуй-Он за фильм «Звёзды и розы»                                                                 |                                                                                         |                                                       |
| Лучшая мужская роль второго плана | • Вонг Кван Юен за фильм «Всё об А Лонге»                                                              |                                                                                         |                                                       |
| Лучший сценарий                   | ★ Кэм Чон Чан, Джэйкоб Чун за фильм «За закатом»                                                       | ★ Кэм Чон Чан, Джэйкоб Чун за фильм «За закатом»                                        |                                                       |
| Лучший сценарий                   | • Филип Чэн, Нг Ман-Фай за фильм «Всё об А Лонге»                                                      |                                                                                         |                                                       |
| Лучший сценарий                   | • Джон Ву за фильм «Наёмный убийца»                                                                    |                                                                                         |                                                       |
| Лучший сценарий                   | • Гордон Чан, Вонг Ман-Юэ, Лоуренс Лау, Лип Ван-Фун за фильм «Фантазии деловых людей»                  |                                                                                         |                                                       |
| Лучший сценарий                   | • Чи Ят Вонг, Дерек И за фильм «Песня холостяка»                                                       |                                                                                         |                                                       |
| Лучший сценарий                   | • Мэйбел Чун, Алекс Ло за фильм «Восемь лянов золотом»                                                 |                                                                                         |                                                       |
| Лучший новый актёр                | | ★ Квон Ва за фильм «Жизнь продолжается»                                                 | ★ Квон Ва за фильм «Жизнь продолжается»               |
| Лучший новый актёр                | • Пал Синн за фильм «Перерождение Золотого Лотоса»                                                     |                                                                                         |                                                       |
| Лучший новый актёр                | • Кван Юэнь Вонг за фильм «Всё об А Лонге»                                                             |                                                                                         |                                                       |
| Лучший новый актёр                | • Лунг Фонг за фильм «Налётчики на казино»                                                             |                                                                                         |                                                       |
| Лучший новый актёр                | • Лоу Чи Вай за фильм «За закатом»                                                                     |                                                                                         |                                                       |
| Лучшая операторская работа        | | ★ Питер Пау за фильм «Подозрительная история»                                           | ★ Питер Пау за фильм «Подозрительная история»         |
| Лучшая операторская работа        | • Кристофер Дойл за фильм «Прости меня»                                                                |                                                                                         |                                                       |
| Лучшая операторская работа        | • Питер Пау, Вонг Вингханг за фильм «Наёмный убийца»                                                   |                                                                                         |                                                       |
| Лучшая операторская работа        | • Билл Вонг за фильм «Восемь лянов золотом»                                                            |                                                                                         |                                                       |
| Лучшая операторская работа        | • Ханг Санг Пун за фильм «Ледяная комета»                                                              |                                                                                         |                                                       |
| Лучший монтаж                     | ★ Фан Кун Винг за фильм «Наёмный убийца»                                                               | ★ Фан Кун Винг за фильм «Наёмный убийца»                                                |                                                       |
| Лучший монтаж                     | • Питер Чанг за фильм «Чудеса»                                                                         |                                                                                         |                                                       |
| Лучший монтаж                     | • Вонг Чи Хунг за фильм «В первый и последний раз»                                                     |                                                                                         |                                                       |
| Лучший монтаж                     | • Чанг Квок Куен за фильм «Моё сердце это та вечная роза»                                              |                                                                                         |                                                       |
| Лучший монтаж                     | • Пун Хунг за фильм «Ледяная комета»                                                                   |                                                                                         |                                                       |
| Лучшая работа художника           | ★ Сето Вай Юнг за фильм «Подозрительная история»                                                       | ★ Сето Вай Юнг за фильм «Подозрительная история»                                        |                                                       |
| Лучшая работа художника           | • Эдди Ма за фильм «Чудеса»                                                                            |                                                                                         |                                                       |
| Лучшая работа художника           | • Лук Чи Фанг за фильм «Светлое будущее 3: Любовь и смерть в Сайгоне»                                  |                                                                                         |                                                       |
| Лучшая работа художника           | • Янк Вонг за фильм «За закатом»                                                                       |                                                                                         |                                                       |
| Лучшая работа художника           | • Патрик Тхам, Эдди Мок за фильм «Моё сердце это та вечная роза»                                       |                                                                                         |                                                       |
| Лучшая постановка экшена          | | ★ Ассоциация каскадеров Джеки Чана за фильм «Чудеса»                                    | ★ Ассоциация каскадеров Джеки Чана за фильм «Чудеса»  |
| Лучшая постановка экшена          | • Ассоциация каскадеров Саммо Хуна, Юн Ва и Юн Так за фильм «Ледяная комета»                           |                                                                                         |                                                       |
| Лучшая постановка экшена          | • Ассоциация каскадеров Саммо Хуна, Бренди Юэн, Ман Хой за фильм «Рикша»                               |                                                                                         |                                                       |
| Лучшая музыка                     | | ★ Ло Та-ю, Ло Сай Кит за фильм «Восемь лянов золотом»                                   | ★ Ло Та-ю, Ло Сай Кит за фильм «Восемь лянов золотом» |
| Лучшая музыка                     | • Лоуэлл Ло за фильм «Светлое будущее 3: Любовь и смерть в Сайгоне»                                    |                                                                                         |                                                       |
| Лучшая музыка                     | • Ло Та-ю, Ло Сай Кит за фильм «Всё об А Лонге»                                                        |                                                                                         |                                                       |
| Лучшая песня                      | ★ Композитор: Лоуэлл Ло • Текст: Пун Юн Леунг • Исполнитель: Джулия Су за фильм «Рикша»                | ★ Композитор: Лоуэлл Ло • Текст: Пун Юн Леунг • Исполнитель: Джулия Су за фильм «Рикша» |                                                       |
| Лучшая песня                      | • Композитор/Текст: Ло Та-ю • Исполнитель: Чи Ю за фильм «Восемь лянов золотом»                        |                                                                                         |                                                       |
| Лучшая песня                      | • Композитор: Ло Та-ю • Текст: Ричард Лам • Исполнитель: Чоу Юньфат за фильм «Триады: Внутренние дела» |                                                                                         |                                                       |
| Лучшая песня                      | • Композитор: Ло Та-ю • Текст/Исполнитель: Сэм Хёй за фильм «Всё об А Лонге»                           |                                                                                         |                                                       |
| Лучшая песня                      | • Композитор: Вонг Ка Куй • Текст: Пол Вонг • Исполнитель: Вонг Ка Куй за фильм «Чёрная стена»         |                                                                                         |                                                       |
| Профессиональные достижения       | ★ Ят-Хунг Чу                                                                                           | ★ Ят-Хунг Чу                                                                            |                                                       |